# 藤沢市役所

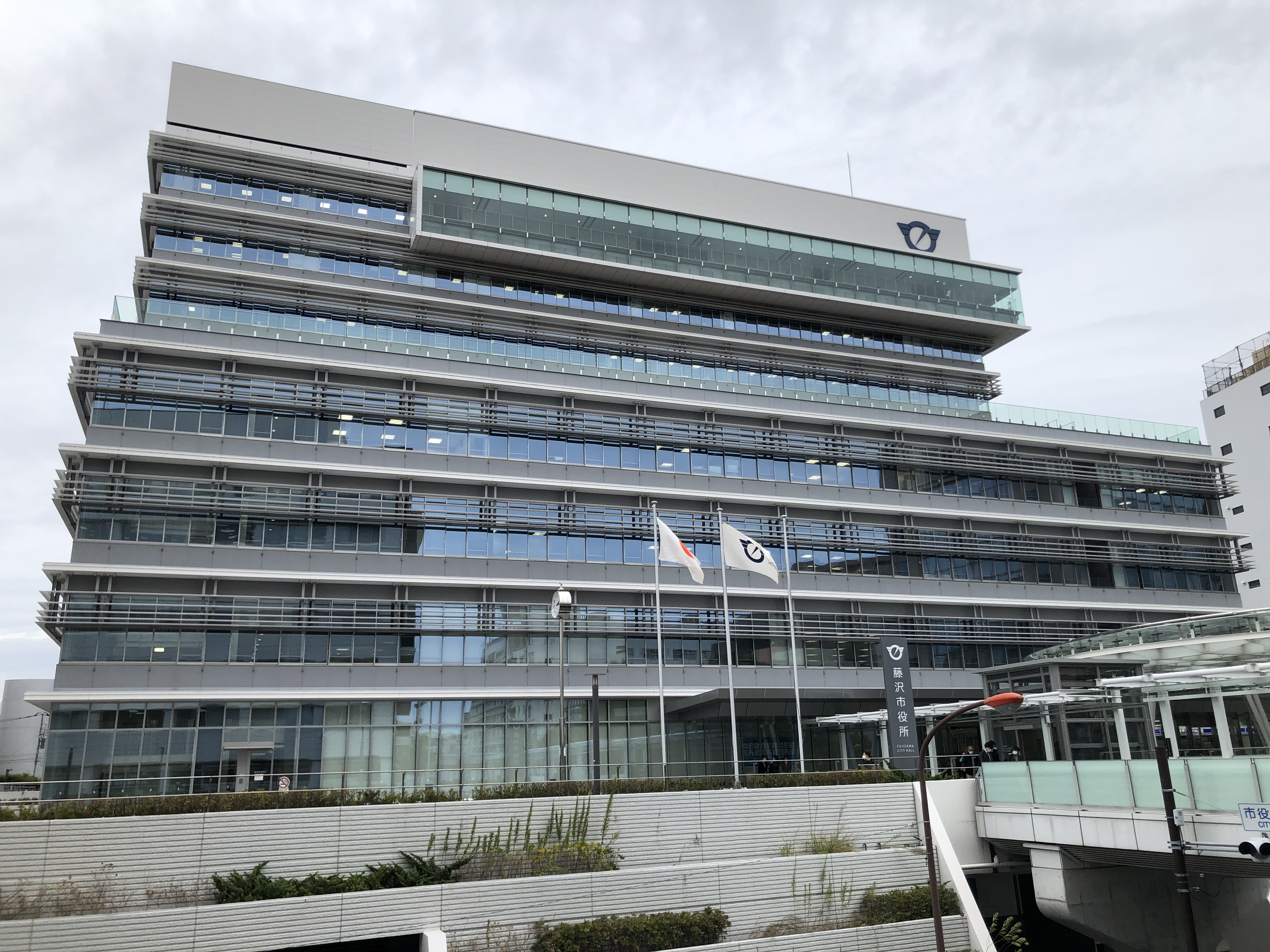
藤沢市役所本庁舎（2022年11月1日撮影）

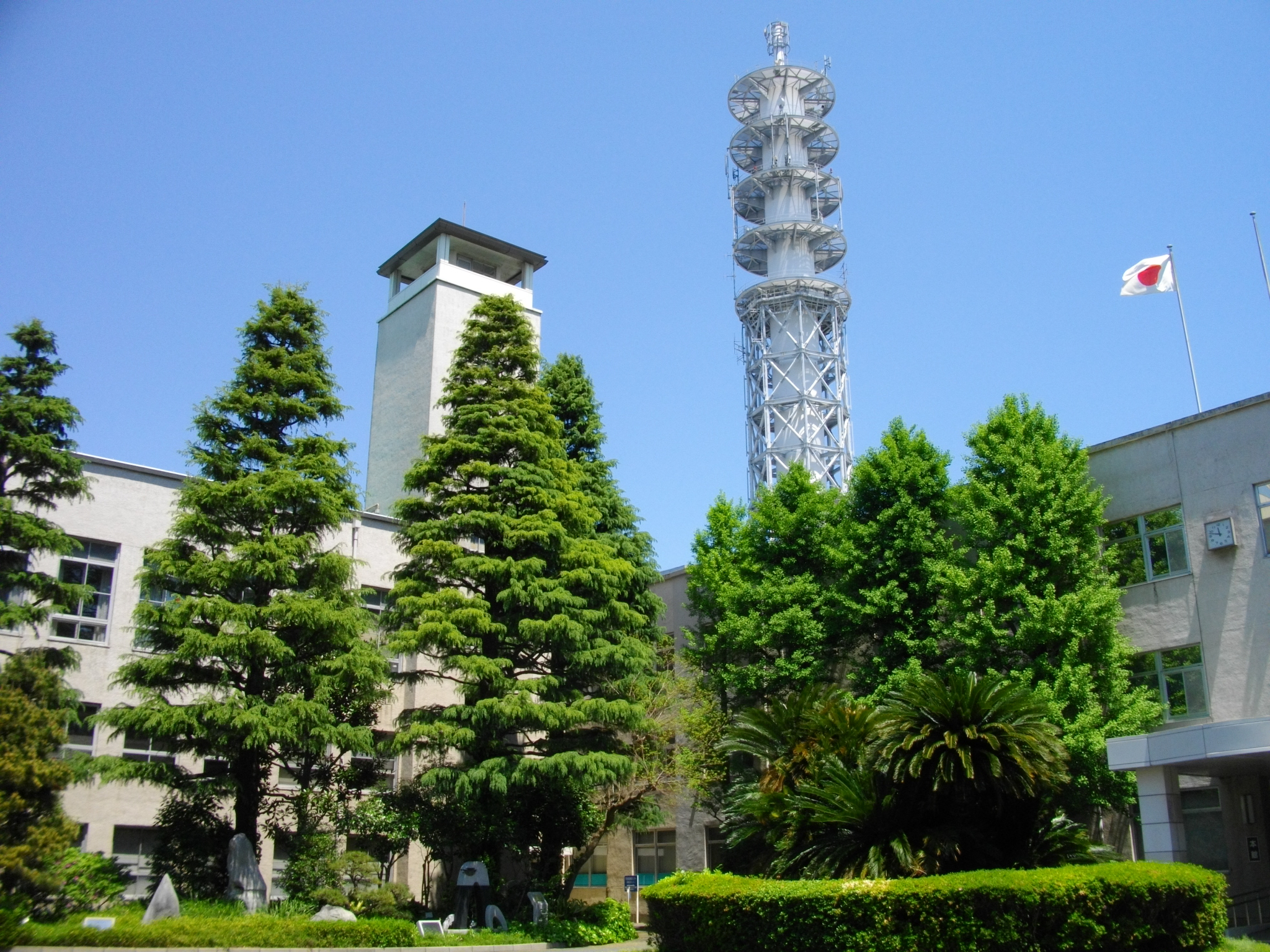
藤沢市役所旧本庁舎（2012年5月5日撮影）

藤沢市役所（ふじさわしやくしょ）は、地方公共団体である藤沢市の執行機関としての事務を行う施設（役所）。

## 本庁舎
- 1951年（昭和26年） : 現在地に移転。
- 2018年（平成30年） : 現在の庁舎が竣工[1]。

## 分庁舎
- 1983年（昭和58年） : 市分庁舎（旧新館）が竣工

## 庁舎所在地
- 本庁舎 : 神奈川県藤沢市朝日町1番地1
- 分庁舎 : 神奈川県藤沢市藤沢115番地1

## 市民センター
市内の各所に市民センターがあり（遠藤・大庭・片瀬・鵠沼・御所見・善行・長後・辻堂・六会・明治など）、市役所・分庁舎へ行かなくても様々な手続きができ、多くの市民センターには集会室や図書室などが付属している。